# Klokan žlutonohý
Klokan žlutonohý (Petrogale xanthopus) je poměrně vzácný, zajímavě zbarvený druh klokana, patřící do skupiny skalních klokanů. Je přizpůsoben k životu na skalnatých svazích australských hor. Zatímco většina druhů klokanů se svou stavbou těla přizpůsobila spíše energeticky úspornému pohybu na rovném terénu, tito klokani, podobně jako další druhy skalních klokanů rodu Petrogale, výborně šplhají po skalách. Tento druh má celkem dva poddruhy:
- Petrogale xanthopus celeris Le Souef, 1924
- Petrogale xanthopus xanthopus J.E. Gray, 1855

## Vzhled

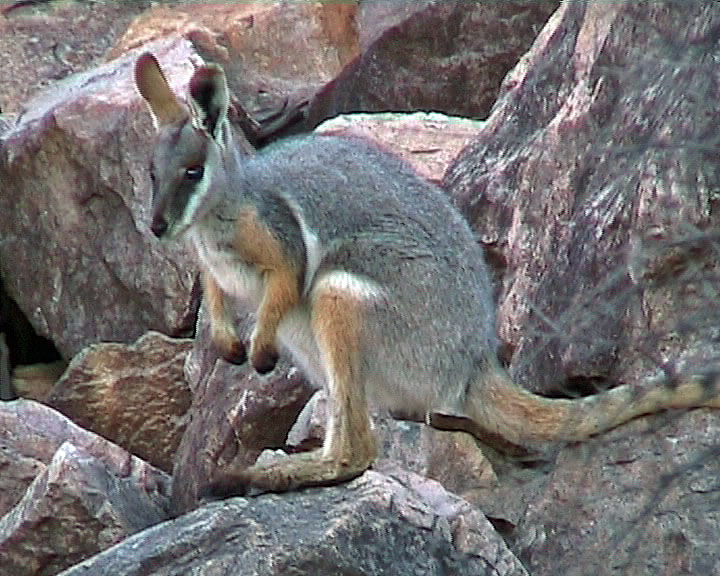
Klokan žlutonohý

O klokanu žlutonohém se říká, že patří mezi nejhezčí vačnatce. Patří mezi menší druhy klokanů. Dosahuje hmotnosti 6 až 7 kg, délky těla 48 až 65 cm a délka ocasu je 55 až 60 cm, je tedy velký přibližně jako zajíc. Stavba jeho těla je typická pro skalní klokany rodu Petrogale. Zadní končetiny má poměrně krátké a dráp čtvrtého prstu na noze mnohem kratší než u ostatních klokanů, chodidlo je přitom drsné a po stranách porostlé řadou chloupků. To zvyšuje třecí odpor a zamezuje sklouznutí. Ocas je téměř tak dlouhý jako tělo, s delšími chlupy na konci, není tak tuhý jako např. u klokana rudého. Tato zvířata jej používají jako balancovací tyč a při doskoku ho ohýbají za záda. Základní zbarvení je šedohnědé, často s růžovými tóny, na bocích a v obličeji má kontrastní černobílou kresbu, břicho je bílé. Nejnápadnějším znakem jsou žlutočervené nohy a žlutý, tmavohnědě proužkovaný ocas. Proto je jedním z nejnápadnějších klokanů.

## Způsob života
Tito klokani žijí v malých stádech s volnou sociální vazbou. Samci se často sváří o dominantní postavení ve skupině. Aktivní jsou převážně v noci, ale přes den se s oblibou sluní na skalních římsách. Potravu tvoří různé trávy, kapradiny a sukulentní rostliny. Tito klokani umí skákat s velkou jistotou a přesností i přes propasti, dokonce i za tmy. Ve skalách mají pěšiny, které vypadají častým užíváním, jako by kameny na nich byly vyleštěné. Matky vodí mláďata déle než jiné druhy klokanů, protože musí mládě naučit bezpečně se pohybovat ve skalnatém terénu.

## Výskyt
V současnosti se vyskytuje ve dvou poddruzích na severovýchodě Jižní Austrálie a na severozápadě Queenslandu, kdysi byl zřejmě rozšířenější. Pro svou krásnou kožešinu se ještě před několika desetiletími hojně lovil a byl dlouho považován za vzácného. Ve Flindersově pohoří v Jižní Austrálii je však nyní opět dosti hojný. Vyhýbá se lidem, ale při setkání s nimi není vůbec agresivní, nýbrž plachý. Přestože lidé tyto klokany již neloví, stále jsou ohroženi predátory, především pak liškami.

## Klokan žlutonohý v českých zoo
Tento druh klokana patří mezi vzácné chovance zoologických zahrad, přestože patří k nejhezčím klokanům. V České republice chová klokany žlutonohé pouze ZOO Brno.